# 不定积分
不定積分（英語：Indefinite Integration），也可稱反導函數（Antiderivative）或原函数。在微积分中，函数 {\displaystyle f} 的不定积分是一个可微函數 {\displaystyle F}，其导数等于原來的函數 {\displaystyle f}，即 {\displaystyle F'=f}。
不定積分在原先的定義上並沒有設定區間，會與導函數間相差一常数{\displaystyle C}。若導函數的定義是有區間的，請參照定積分。
不定积分和定积分间的关系係由微积分基本定理聯繫起來，函数的定积分可以透過先求得不定積分再帶入數字来運算。

## 性质
有一函數{\displaystyle K(x)}與其自變數{\displaystyle x}。當{\displaystyle K^{\prime }(x)=k(x)}並在區間{\displaystyle I}中滿足所有自變數{\displaystyle x}，這時我們稱{\displaystyle K}為{\displaystyle k}的反導函數。

## 例子
函数 {\displaystyle K(x)={\tfrac {2^{x}}{\ln 2}}} 是函数 {\displaystyle k(x)=2^{x}\!} 的一个反導函數，但实际上 {\displaystyle k} 的反導函數有无穷多个。与{\displaystyle K} 相差一个常数的函数都是 {\displaystyle k} 的反導函數，這是因为常数函数的导数为零，例如：{\displaystyle {\tfrac {2^{x}}{\ln 2}}+\ln 2,\ {\tfrac {2^{x}}{\ln 2}}-e^{\sqrt {\pi }}} 都為函數 {\displaystyle k(x)} 的反導函數。函数族 {\displaystyle \{{\tfrac {2^{x}}{\ln 2}}+c\;|\;c\in \mathbb {R} \}} 是 {\displaystyle k(x)=2^{x}} 的所有可能的反導函數的集合，其中 {\displaystyle c} 叫做积分常数。从图像上来看，这是 {\displaystyle K(x)={\tfrac {2^{x}}{\ln 2}}} 向上或向下平移后得到的一组函数，由定義可知它们在 {\displaystyle x} 轴同一点的斜率都是一样的。

### 微积分基本定理
不定积分的一个重要应用是计算定积分，微积分基本定理建立了两者间的关系。
微积分基本定理：如果函數 {\displaystyle f}是闭区间 {\displaystyle [a,b]} 上的连续函数，{\displaystyle F} 是 {\displaystyle f} 在 {\displaystyle [a,b]} 上的一个反導函数，那么有
{\displaystyle \int _{a}^{b}f(x)\,\mathrm {d} x=F(b)-F(a)}
证明：取区间{\displaystyle [a,b]}的一个分割：{\displaystyle a=x_{0}<x_{1}<x_{2}<\cdots <x_{n}=b}，又设{\displaystyle \Delta x_{i}=x_{i+1}-x_{i}}，根据均值定理有 {\displaystyle \xi _{i}\in (a,b)}， 使得
{\displaystyle F(x_{i+1})-F(x_{i})=F^{\prime }(\xi _{i})\cdot \Delta x_{i}}
所以

{\displaystyle {\begin{aligned}F(b)-F(a)&=\sum _{i=0}^{n-1}(F(x_{i+1})-F(x_{i}))\\&=\sum _{i=0}^{n-1}F^{\prime }(\xi _{i})\cdot \Delta x_{i}\\&=\sum _{i=0}^{n-1}f(\xi _{i})\cdot \Delta x_{i}\\\end{aligned}}}
{\displaystyle f} 在闭区间 {\displaystyle [a,b]} 上连续，故可使用黎曼可积，讓 {\displaystyle \sup _{0\leq i\leq n-1}\{\Delta x_{i}\}\leq \lambda } 于是當 {\displaystyle \lambda \to 0}，也就是分割越來越細時有
{\displaystyle \lim _{\lambda \to 0}\sum _{i=0}^{n-1}f(\xi _{i})\cdot \Delta x_{i}=\int _{a}^{b}f(x)\,\mathrm {d} x}
于是有
{\displaystyle \int _{a}^{b}f(x)\,\mathrm {d} x=F(b)-F(a)}。
{\displaystyle f} 的每个反導函数都可以叫做 {\displaystyle f} 的不定积分，简写作{\displaystyle \int f(x)\,\mathrm {d} x.}，因为在计算定积分时，积分常数在相减时消掉了。如果 {\displaystyle F} 定义在几个不同的区间上，那么每个区间上的积分常数可以互不相同。例如
{\displaystyle F(x)={\begin{cases}-{\frac {1}{x}}+C_{1}\qquad x<0\\-{\frac {1}{x}}+C_{2}\qquad x>0\end{cases}}}
就是函數 {\displaystyle f(x)={\tfrac {1}{x^{2}}}} 的不定积分的一般形式。其定義域為 {\displaystyle (-\infty ,0)\cup (0,\infty )}。

### 由積分定義的函數
什么样的函数具有反導函数是微积分基本定理中的基本问题。首先，每个连续函数都有反導函数，并且由上面可知，任一函數的反導函数如果存在的話會有无限多个。其次，由微分基本性質可知，对于一个有反導函数的函数，其反導函数在某点取某特定值的只有一个。要證明存在性，假設函數 {\displaystyle f} 的反導函數在 {\displaystyle a} 點为零，則它可以表示为如下的由积分定義的函数：
{\displaystyle \Phi (x)=\int _{a}^{x}f(t)\,\mathrm {d} t}
且{\displaystyle \,\Phi (a)=0}。
下面给出這函数是 {\displaystyle f} 的反導函数的证明：
证明：
{\displaystyle \Phi (x+\Delta x)-\Phi (x)=\int _{a}^{x+\Delta x}f(t)\,\mathrm {d} t-\int _{a}^{x}f(t)\,\mathrm {d} t}
{\displaystyle =\int _{x}^{x+\Delta x}f(t)\,\mathrm {d} t}
{\displaystyle =f(\xi )\cdot \Delta x}，其中{\displaystyle x<\xi <x+\Delta x\ }，当{\displaystyle \Delta x\to 0}时，{\displaystyle \xi }趋向于{\displaystyle x}。
所以有{\displaystyle \Phi ^{\prime }(x)=\lim _{\Delta x\to 0}{\frac {\Phi (x+\Delta x)-\Phi (x)}{\Delta x}}=\lim _{\Delta x\to 0}f(\xi )=f(x)}。
進一步可知：{\displaystyle f} 的反導函数中在点 {\displaystyle a}上取值为 {\displaystyle A} 的只有一个，就是{\displaystyle \int _{a}^{x}f(t)\,\mathrm {d} t+A}。
这也可以看作是微积分基本定理另一个表达形式。
不连续的函数也可以有反導函數，例如考虑函数{\displaystyle f\ }：
当{\displaystyle x\neq 0}时{\displaystyle f(x)=2x\sin {\frac {1}{x}}-\cos {\frac {1}{x}}}，{\displaystyle \displaystyle f(0)=0}
这个函数在0上不连续，但可以验证函数：{\displaystyle F(x)=x^{2}\sin {\tfrac {1}{x}}}（{\displaystyle x\neq 0}时），{\displaystyle \displaystyle F(0)=0} 是 {\displaystyle f} 的反導函數。
许多看似很“简单”的函数的反導函數是无法用初等函数来表达，比如说如下几个不定积分：
{\displaystyle \int e^{-x^{2}}\,\mathrm {d} x,\qquad \int {\frac {\sin(x)}{x}}\,\mathrm {d} x,\qquad \int {\frac {1}{\ln x}}\,\mathrm {d} x}。
它们的积分同样存在，定义为：
{\displaystyle \int e^{-x^{2}}\,\mathrm {d} x={\frac {\sqrt {\pi }}{2}}\operatorname {erf} (x)+C}
{\displaystyle \int {\frac {\sin(x)}{x}}\,\mathrm {d} x=\operatorname {Si} (x)+C}
{\displaystyle \int {\frac {1}{\ln x}}\,\mathrm {d} x=\operatorname {Li} (x)+C}
其中erf函数为误差函数，Si函数为三角积分，Li函数为对数积分。
关于什么时候反導函數可以用初等函数表达，可参见刘维尔定理。

## 积分技巧
求初等函数的不定积分比求它们的导数要困难得多。如上面所看到的，有些初等函数的反導函數无法用初等函数来表达。以下是求不定积分的一些技巧。
- 积分的线性性质使得我们可以把较为复杂的函数分成几个较为简单的函数的和来计算
- 换元积分法可以把被积函数转换成比较容易积分的形式，但对换元函数有一定要求。
- 分部積分法，用于函数乘积的积分。
- 对于实值分式函数的积分，可以先将函数展开成若干一次分式函数以及二次分式函数的幂的和，再进行积分。
- Risch算法。
- 对于常见的不定积分，可以查看积分表
- 当函数的不定积分不能用初等函数表达时，可以采用其他办法计算函数的定积分，比如数值积分。

## 不连续函数的积分
微积分基本定理要求 {\displaystyle f} 为连续函数，但是，对于不连续的函数，我们仍然可以考虑求不定积分。对于什么函数有反導函數，现在仍存在着未解决的问题。如今已知的结论有：
- 一些很不“规则”的函数，尽管在“非常多”的点上并不连续，但仍有原函数。
- 在某些情况下，一些不“规则”的函数的不定积分可以通过黎曼积分求得。当然更多的不“规则”的函数不是黎曼可积的。

## 不定积分公式表
在以下公式中，{\displaystyle C}為任意常數。
1. {\displaystyle \int a\,\mathrm {d} x=ax+C}
2. {\displaystyle \int x^{a}\,\mathrm {d} x={\frac {1}{a+1}}x^{a+1}+C}，其{\displaystyle a\,}是常数{\displaystyle a\neq -1}
3. {\displaystyle \int {\frac {1}{x}}\,\mathrm {d} x=\ln \left|x\right|+C}
4. {\displaystyle \int a^{x}\,\mathrm {d} x={\frac {a^{x}}{\ln a}}+C}，其{\displaystyle a>0\,}，{\displaystyle a\neq 1}
5. {\displaystyle \int \sin x\,\mathrm {d} x=-\cos x+C}
6. {\displaystyle \int \cos x\,\mathrm {d} x=\sin x+C}
7. {\displaystyle \int \tan x\,\mathrm {d} x=-\ln \left|\cos x\right|+C}
8. {\displaystyle \int \cot x\,\mathrm {d} x=\ln \left|\sin x\right|+C}
9. {\displaystyle \int \sec x\,\mathrm {d} x={\rm {Re}}{\rm {Arth}}\tan {\frac {x}{2}}+C=\ln \left|\sec x+\tan x\right|+C={\frac {1}{2}}\ln \left|{\frac {1+\sin x}{1-\sin x}}\right|+C}
10. {\displaystyle \int \csc x\,\mathrm {d} x={\rm {Re}}{\rm {Ln}}\tan {\frac {x}{2}}+C=\ln \left|\csc x-\cot x\right|+C={\frac {1}{2}}\ln \left|{\frac {1-\cos x}{1+\cos x}}\right|+C}
11. {\displaystyle \int \sec ^{2}x\,\mathrm {d} x=\tan x+C}
12. {\displaystyle \int \csc ^{2}x\,\mathrm {d} x=-\cot x+C}
13. {\displaystyle \int {\frac {1}{\sqrt {1-x^{2}}}}\,\mathrm {d} x=\arcsin x+C}
14. {\displaystyle \int {\frac {1}{\sqrt {a^{2}-x^{2}}}}\,\mathrm {d} x=\arcsin {\frac {x}{a}}+C}
15. {\displaystyle \int {\frac {1}{1+x^{2}}}\,\mathrm {d} x=\arctan x+C}
16. {\displaystyle \int {\frac {1}{a^{2}+x^{2}}}\,\mathrm {d} x={\frac {1}{a}}\arctan {\frac {x}{a}}+C}
17. {\displaystyle \int \operatorname {sinh} \,x\,\mathrm {d} x=\operatorname {cosh} \,x\,+C}
18. {\displaystyle \int \operatorname {cosh} \,x\,\mathrm {d} x=\operatorname {sinh} \,x\,+C}
19. {\displaystyle \int {\frac {1}{\sqrt {x^{2}+a^{2}}}}\mathrm {d} x=\operatorname {ln} (x+{\sqrt {x^{2}+a^{2}}})+C}
20. {\displaystyle \int {\frac {1}{\sqrt {x^{2}-a^{2}}}}\mathrm {d} x=\operatorname {ln} |x+{\sqrt {x^{2}-a^{2}}}|+C}